# Fruit multiple

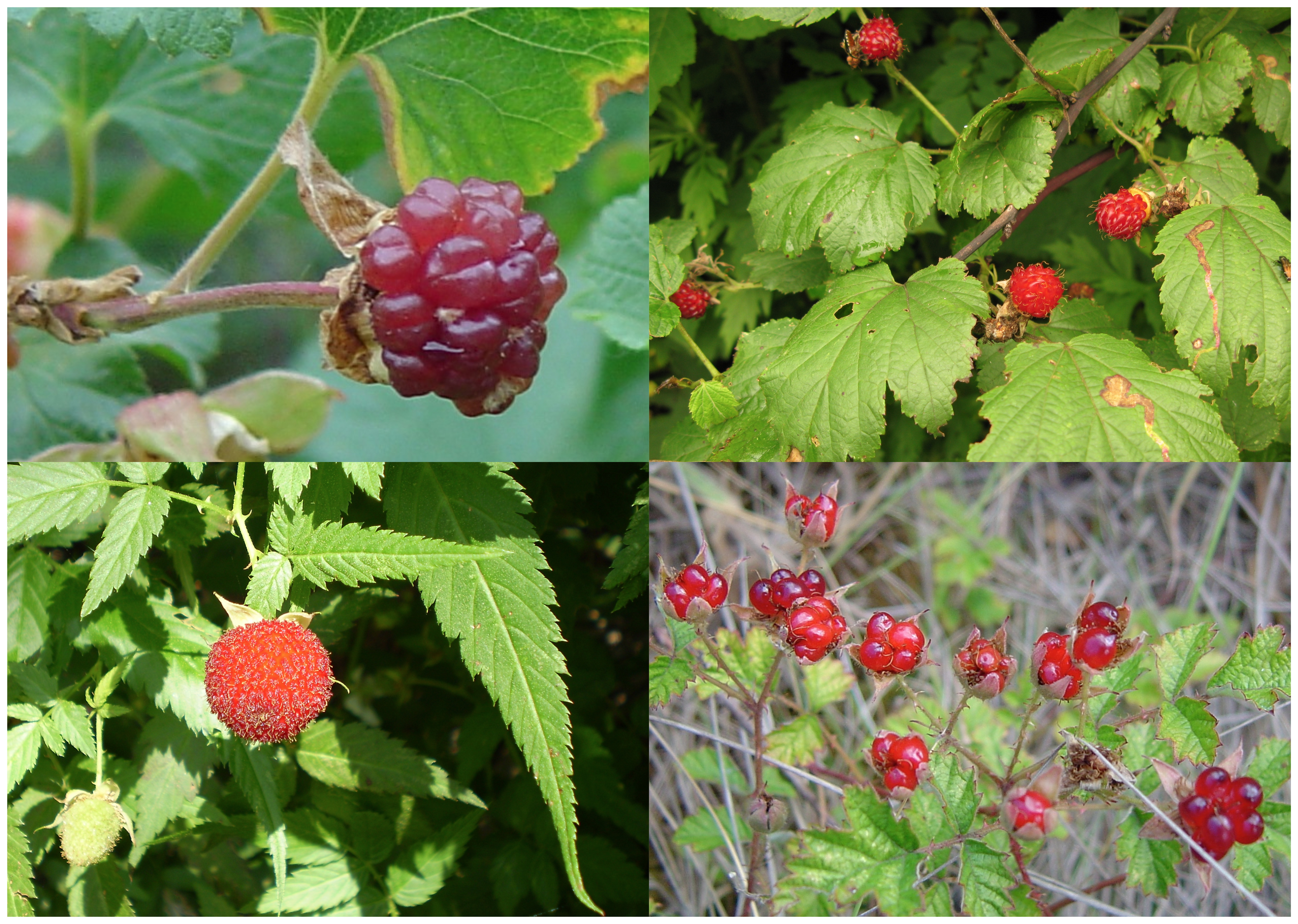
Les fruits des Rubus sont des polydrupes constituées de drupéoles.

Un fruit multiple est formé de plusieurs fruits issus d'autant de carpelles libres d'une fleur unique. Alors qu'un fruit simple, appelé parfois monocarpe, est constitué uniquement à partir de la paroi de l'ovaire (cas de la fleur qui contient un ovaire constitué d'un carpelle ou de plusieurs carpelles soudés, fleur uni ou gamocarpellée), le fruit multiple doit sa structure à de nombreux carpelles distincts (fleur dialycarpellée) à l'origine d'autant de fruits.
Il se distingue du fruit agrégé qui provient de la fusion des monocarpes issus d'ovaires de fleurs étroitement groupées, et du fruit composé issu des carpelles soudés d'un même pistil.

## Exemples
- Polyakènes, appelés aussi schizocharpes.
- Polydrupes.
- Polyfollicules.
- Cénocarpe : fruit schizocarpe dérivé d'un pistil aux carpelles à l'origine soudés et qui se divise en segments (fruit composite, ne répondant pas stricto sensu à la définition du fruit multiple ou du fruit composé).

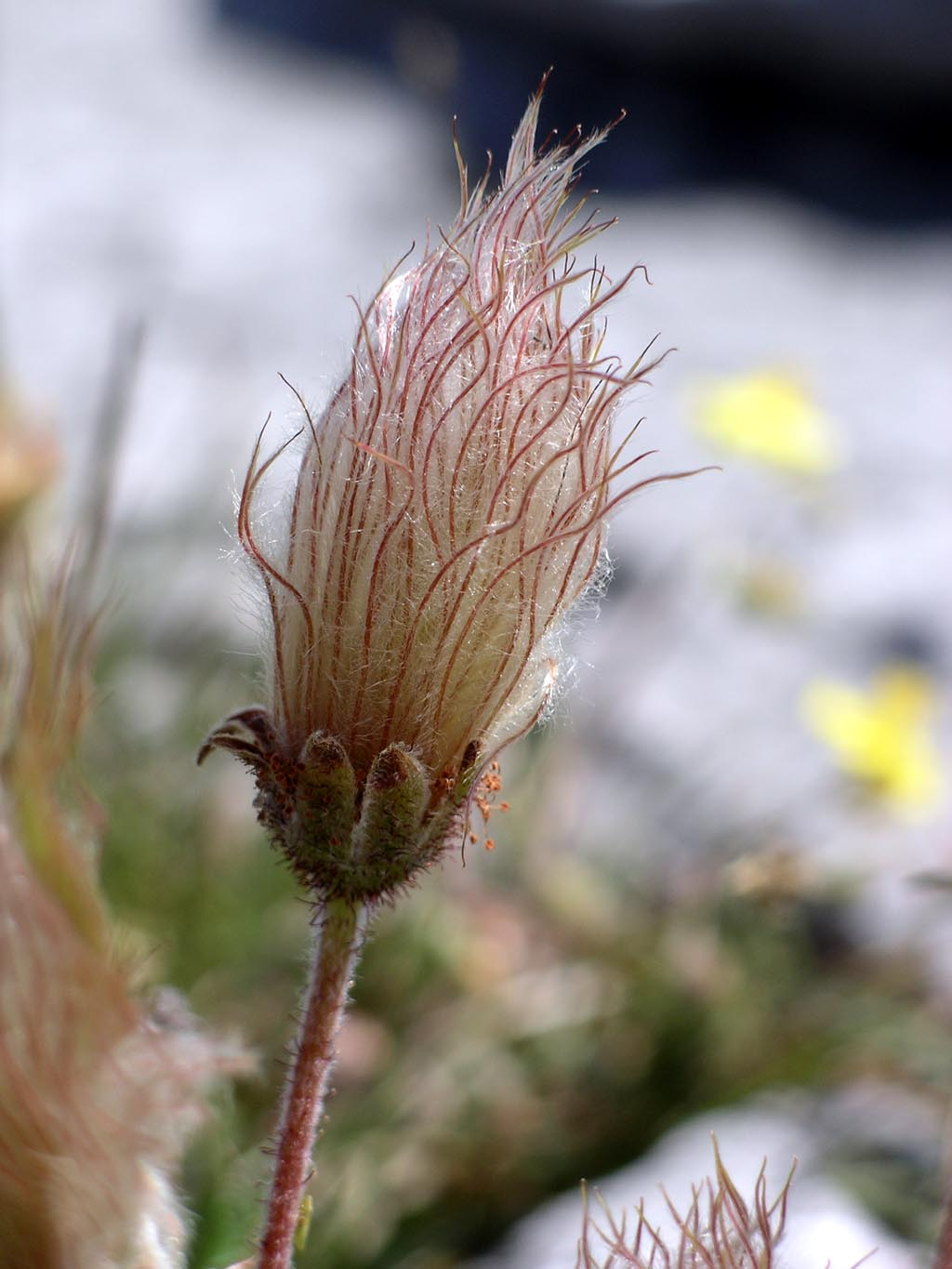
Polyakène de Dryas octopetala surmonté de styles accrescents, plumeux
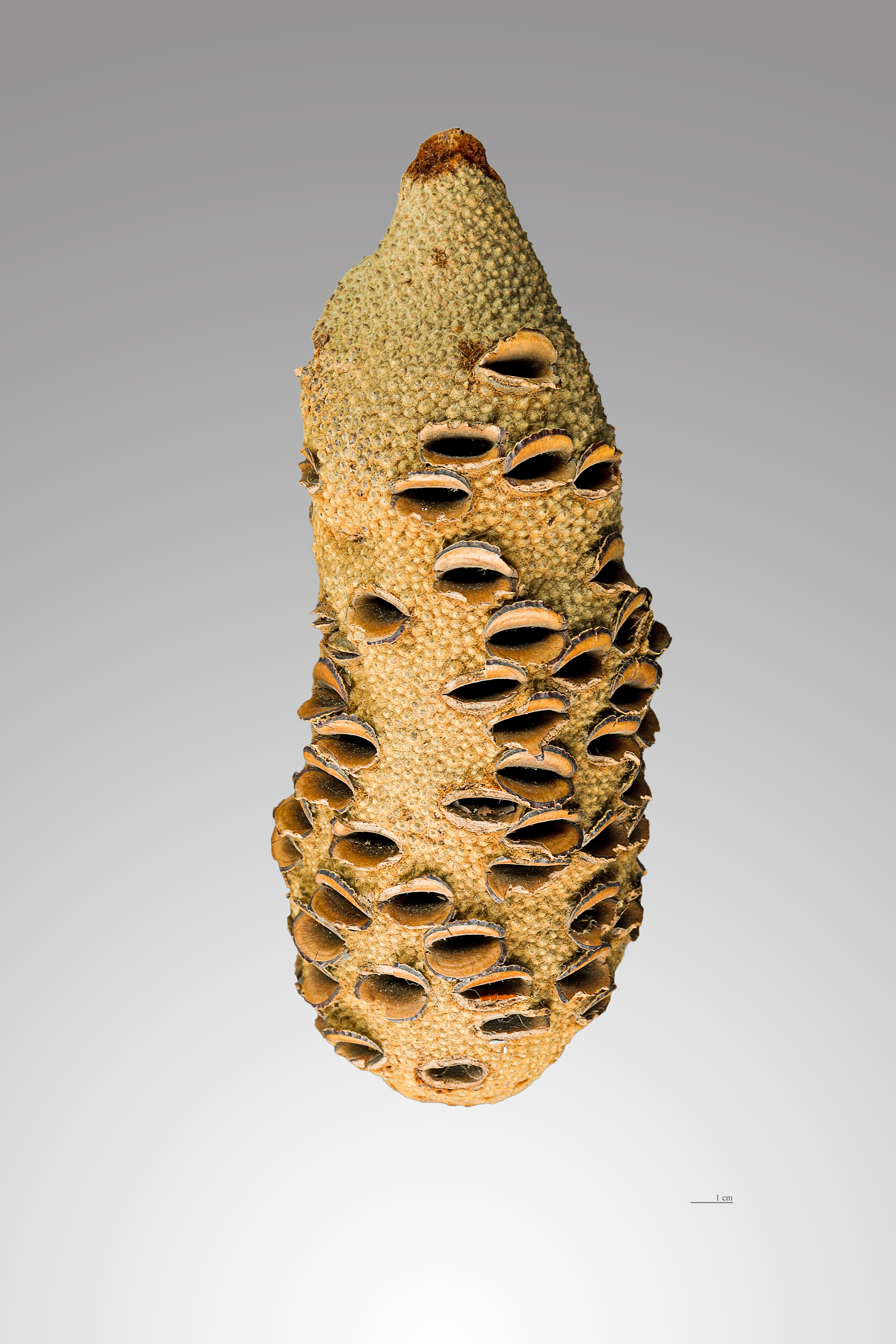
Polyfolicule de Banksia grandis
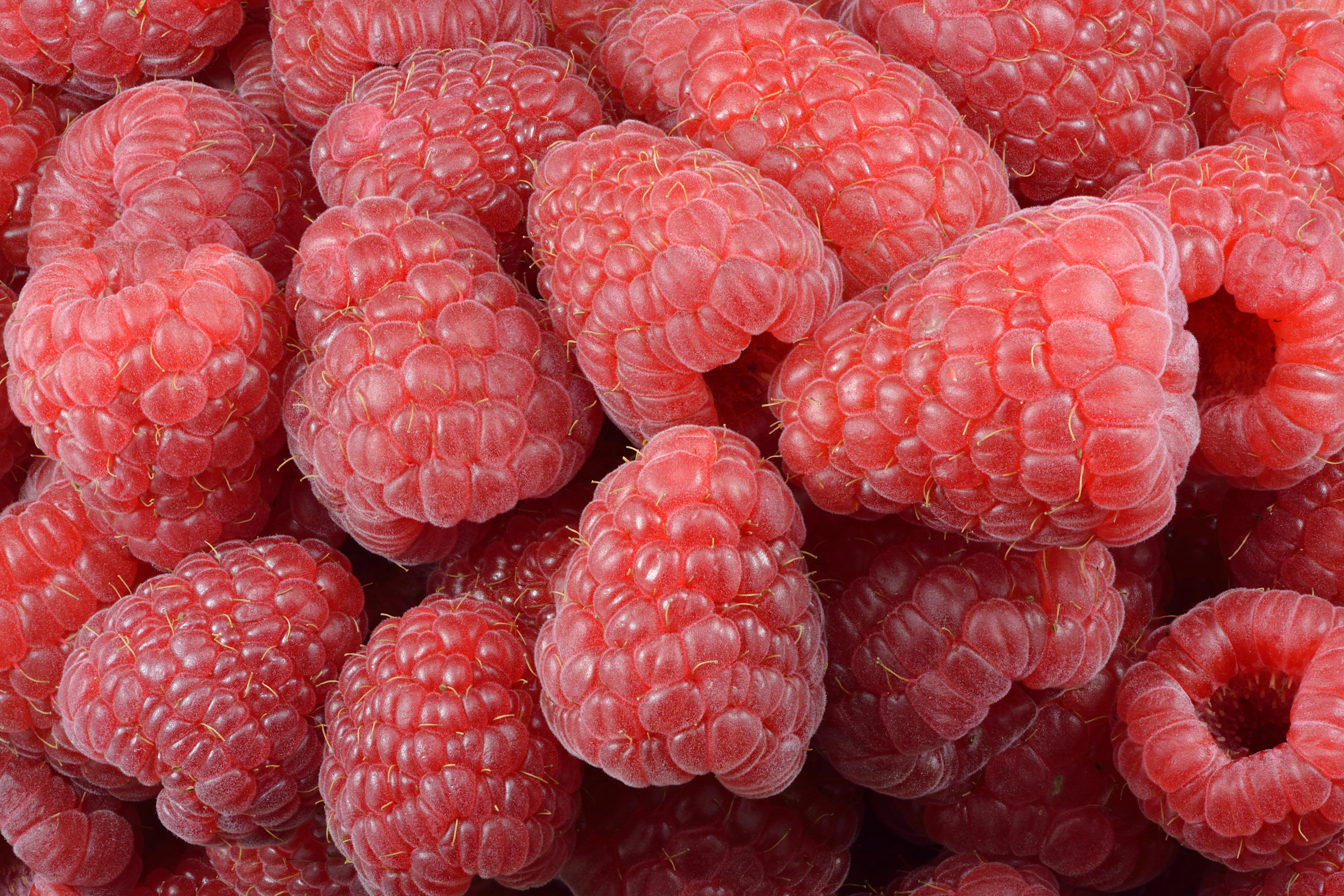
Framboise formant une polydrupe et « faux syncarpe »
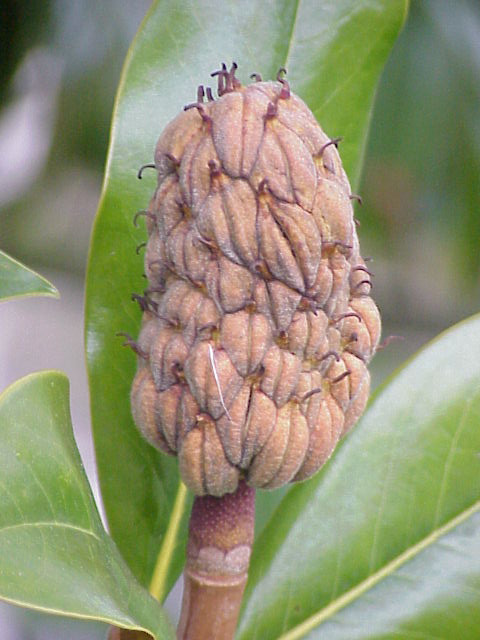
Cénocarpe de Magnolia grandiflora